# Je t'aime (chanson)
Pour les articles homonymes, voir Je t'aime.
Je t'aime est une chanson de Lara Fabian, issue de son album de 1996 Pure et publiée en single.

## Développement et composition
La chanson a été écrite par Lara Fabian et composée par Rick Allison. L'enregistrement a été produit par Rick Allison et Charles Barbeau.

## Liste des pistes
Single CD (1997, Polydor 571 760-2, France)
1. Je t'aime (4:23)
2. Alléluia (4:09)[1]

## Classements
| Classement (1997-1998)                  | Meilleure position |
| --------------------------------------- | ------------------ |
| Belgique (Wallonie Ultratop 50 Singles) | 6                  |
| France (SNEP)                           | 6                  |

## Reprises
En 2006, le groupe Madame Kay reprend la chanson sur son album Le choix de la rédaction.
En 2017 la chanson a été reprise par Tony Carreira avec Lara Fabian en portugais sous le titre Um amor assim.

## Influences
Une ligne mélodique similaire est constatée entre le titre de Lara Fabian et la chanson Epitaph du groupe britannique King Crimson. En ce qui concerne le refrain, il est intéressant de le rapprocher du succès de Richard Cocciante Il mio rifugio. 